# عملية محافظة إدلب أبريل 2012
عملية محافظة إدلب أبريل 2012 بدأتها الحكومة السورية، من أجل تحقيق مكاسب ضد المعارضة، قبل تنفيذ وقف إطلاق النار بوساطة الأمم المتحدة، المقرر لها في 10 أبريل. أعلنت الحكومة السورية وقف إطلاق النار رسمياً في 14 أبريل.

## الخلفية
مُنذ بداية الثورة السورية والمدنيون يحتجون على حكم نظام الأسد ويُطالِبون بإسقاطه. لقد ساعدَ هذا الأمر عناصر المعارضة في كسب تأييد شعبي لها مما مكّن الجيش السوري الحر –الذي شكلهُ عددٌ من المنشقين عن الجيش– من السيطرة على عددٍ كبير من المُدن والمناطق في الداخل السوري. في وقتِ لاحق من سنة 2012 اعتدى الجيش السوري على مدينة إدلب في عملية كبرى ثم سرعان ما حشد قواته تمهيدًا لهجوم عنيف جديد على مدينة بنش، التي تقعُ فوقَ تلال مما صعّب مهمة الجيش النظامي هذا فضلا عن موافقهِ على خطة السلام كوفي أنان والتي طالبت بسحبِ القوات بحلول 10 نيسان/أبريل من نفس العام.

## عملية نيسان/أبريل
في الأول من أبريل/نيسان؛ ذكرت مجموعة منَ التقارير أن الجيش السوري الحر قد انخرطَ في مهمة صنع قنابل محلية للدفاع عن نفسهِ. بالرغم من ذلك فبحلول الثالث من نيسان/أبريل كانَ الجيش السوري قد استعاد سرمين بالتزامن مع اعتداءه على بنش وتفتناز من خلال القصف العنيف بالدبابات والمروحيات. تواصل قصفُ الجيش النظامي للمنطقة لليوم الموالي مما خلقَ مشكلة تمثلت بالأساس في محاصرة قاطني مدينة بنش الذين فشلوا في الهروب والفِرار إلى تفتناز بسببِ مُحاصرتها هي الأخرى من قِبل الجيش السوري والذي قتلَ هناك حولي 20 مدنيًا.
أعلن الجيش السوري في 5 أبريل/نيسان وقفَ القتال في تفتناز للسماح بدفن الموتى وجمعِ الجثت. حسبَ ما ذكرهُ السفير روبرت فورد فإن الجيش قد انسحب من تفتناز بعد الاستيلاء عليها ثم ذهب للسيطرة على البلدة القريبة وهيَ زردنا مشهد. في السادس من أبريل/نيسان؛ بدأَ الجيش النظامي قصفَ قرية كللي، مما نجمَ عن ذلك مقتل ما لا يقل عن 100 شخص في تفتناز وكللي.
في الثامن من أبريل؛ اعتدى الجيش السوري من خلال 90 دبابة وبمساندة منَ المروحيات على مجموعة من القرى التي تحصّن فيها مُقاتلي الجيش الحر. في 12 أبريل؛ تمّ الاستيلاء على خربة الجوز من قِبل الجيش السوري وذلك بعد ساعتين من الاشتباكات.

## ما بعد العملية
على خلفيّة الهجمات الدامية التي حصلت في إدلب والنواحي؛ اندلعت اشتباكات جديدة في نفسِ المحافظة في الفترة ما بينَ يونيو 2012 حتى أبريل 2013 وخلّفت هي الأخرى خسائر مادية وبشرية محسوبة.